# Numeral distributivo (lingüística)
Los numerales distributivos son formas que toman los numerales en algunas lenguas para expresar repartición o distribución, es decir, una relación en la que un conjunto de entidades se reparte en una determinada cantidad a cada miembro de otro conjunto de entidades.

## Componentes de la relación distributiva
En la descripción de las expresiones que denotan distribución en distintas lenguas, al conjunto de entidades que se reparten o distribuyen se le llama parte distribuida (en inglés distributed share) y al conjunto de entidades al que se le asignan las entidades distribuidas se llama clave de distribución (en inglés distributive key). Los numerales distributivos señalan entonces cuántos elementos de la parte distribuida se asignan a cada elemento de la clave de distribución.

### Tipos de entidades relacionadas en la distribución
Tanto la parte distribuida como la clave de distribución pueden ser conjuntos de cualquier tipo de entidades. Por ejemplo, se pueden distribuir objetos entre individuos, como cuando en español se dice Le di dos dulces a cada niño. En este caso, el conjunto de los niños es la clave de distribución y los dulces son la parte distribuida. También pueden distribuirse entidades entre eventos, como cuando decimos Los niños entraron de dos en dos. En este caso, a cada evento de entrar le corresponden dos niños, por lo que la parte distribuida sería el conjunto de los niños y la clave de distribución el conjunto de los eventos de “entrar”.

### Componente marcado en la relación distributiva
Algunas lenguas, al expresar una relación distributiva, marcan al constituyente que designa la clave de distribución. Este es el caso típico del español, que cuando expresa relaciones distributivas usa un cuantificador como cada: Cada niño se comió dos dulces. En ese caso, el numeral en “dos dulces” tiene una forma cardinal no marcada, y sabemos que hay una relación distributiva porque la señala el cuantificador distributivo cada, que señala la clave.
Otras lenguas, en cambio, al expresar una relación distributiva lo hacen con una forma especial en el numeral, de modo que en lugar de tener su significado simple cardinal, señala el número de entidades que se asignan a cada elemento del otro conjunto, es decir, marcan al constituyente que designa la parte distribuida. En ese caso el numeral es un numeral distributivo. 

## Estrategias de marcación
La estrategia más común para formar numerales distributivos es la reduplicación de la base numeral. Esta es la estrategia usada en el telugu y el húngaro. Otras lenguas emplean sufijos especiales para marcar la distribución, como el tlingit. Y otras más, como el purépecha, añaden la base numeral una marca de plural para otorgarle al numeral un sentido distributivo. Hay que recordar que en varias lenguas la reduplicación es también un recurso para marcar pluralidad en el sustantivo, como es el caso del telugu.

### Numeral distributivo con sufijo
El siguiente ejemplo del tlingit muestra cómo un numeral simple como nás'k, 'tres' permite dos lecturas de la oración: una donde los pescadores atraparon tres pescados en total y otra donde atraparon tres pescados cada uno. 
| nás’k                     | xáat    | has                  | aawasháat            |
| tres                      | pescado | PL.3O.PFV.3S.atrapar | PL.3O.PFV.3S.atrapar |
| 'Atraparon tres pescados' |         |                      |                      |

En este otro ejemplo, donde el numeral toma la forma nás’gigáa, sólo es posible la interpretación distributiva, es decir, aquella donde cada uno de los participantes que conforman el sujeto atraparon tres pescados:
| nás’gigáa                                                                 | xáat    | has                  | aawasháat            |
| tres.DIST                                                                 | pescado | PL.3O.PFV.3S.atrapar | PL.3O.PFV.3S.atrapar |
| 'Atraparon tres pescados cada uno' o 'Atraparon pescados de tres en tres' |         |                      |                      |

### Numeral distributivo con reduplicación
En el siguiente ejemplo del telugu, la frase numeral 'dos monos' da lugar a dos interpretaciones para la oración: una en la que los niños vieron en total dos monos y una en la que cada niño vio dos monos. 
| ii                             | pilla-lu | renDu | kootu-lu-ni | cuus-ee-ru  |
| estos                          | niños-PL | dos   | mono-PL-ACC | ver-PAS-3PL |
| 'Estos niños vieron dos monos' |          |       |             |             |

Si el numeral renDu aparece reduplicado, como en el ejemplo de abajo, sólo hay una lectura posible para la oración: los niños vieron dos monos cada uno.  
| ii                             | pilla-lu | renDu | renDu | kootu-lu-ni | cuus-ee-ru  |
| estos                          | niños-PL | dos   | dos   | mono-PL-ACC | ver-PAS-3PL |
| 'Estos niños vieron dos monos' |          |       |       |             |             |

El georgiano, el gã, el burushaski y el comanche son algunas otras lenguas que recurren a la reduplicación para formar numerales distributivos.

### Numeral distributivo con marca de plural
Hay lenguas que marcan el significado distributivo del numeral añadiendo a su base el mismo morfema que en los sustantivos expresaría el significado de plural. Este es el caso del purépecha. La oración del siguiente ejemplo puede describir una situación en la que las mujeres cargaron cuatro canastas entre todas o cuatro canastas cada una. La forma del numeral cardinal 'cuatro' es t'amu:
| warhiti-echa                           | tarhatastiksï | t’amu  | tsïkiata-echa-ni |
| mujer-PL                               | cargaron      | cuatro | canasta-PL-ACC   |
| 'Las mujeres cargaron cuatro canastas' |               |        |                  |

Si al numeral t'amu se le añade una marca de plural -echa (en su alomorfo -cha) la oración sólo describe una situación en la que las mujeres cargaron cuatro canastas cada una. Nótese que -echa es el mismo morfema que aparece como plural tanto en wariti-echa 'mujeres' como en tsïkiata-echa 'canastas'. 
| warhiti-echa                           | tarhatastiksï | t’a-cha-ni    | tsïkiata-echa-ni |
| mujer-PL                               | cargaron      | cuatro-PL-ACC | canasta-PL-ACC   |
| 'Las mujeres cargaron cuatro canastas' |               |               |                  |